# سیارک ۸۷۲۱
سیارک ۸۷۲۱ (به انگلیسی: 8721 AMOS، نامگذاری:1996AO3) هشت هزار و هفتصد و بیست و یکمین سیارک کشف شده‌است که در ۱۴ ژانویه ۱۹۹۶ کشف شد.
قدر مطلق سیارک برابر ۱۱٫۲۰ است.